# Kazimierz Świtalski
Kazimierz Świtalski (4. března 1886 Sanok – 28. prosince 1962 Varšava) byl polský politik, diplomat a voják. Představitel sanačního režimu v Polsku. Od 4. dubna 1929 do 29. prosince 1929 byl polským premiérem. V letech 1930-1935 byl předsedou Sejmu. Zastával též funkci ministra školství.

## Život
Narodil se v rakouské části Polska, ve vlivné rodině. Jeho otec Albin Świtalski byl guvernérem Rudki a Sanoku, jeho matka pocházela z jedné z osmi německých rodin, které do rakouského záboru Polska vyslal roku 1834 císař František I. Vystudoval polonistiku na Filologické fakultě Polské akademie ve Lvově. V roce 1910 získal doktorát. Ve stejném roce se stal profesorem na místním gymnasiu. Již jako student byl členem socialistických organizací „Plamen“ a „Život“, které usilovali o nezávislost Polska. V roce 1910 vstoupil do organizace Związek Walki Czynnej, podzemní odbojové skupiny vytvořené budoucím polským maršálem Józefem Piłsudskim. Od 24. srpna do 27. října 1914 byl vojákem v Polských legiích, jež byly vybudovány se souhlasem Rakušanů pro boj s Rusy. Dne 4. listopadu 1914 byl jmenován do hodnosti poručíka. Od 5. ledna 1916 byl přednostou kanceláře velitelství brigády legií. Tuto pozici zastával až do tzv. krize přísahy (vojáci polských legií odmítli po brestlitevském míru mezi Rusy a Němci přísahat věrnost a poslušnost německému císaři Vilému II.). 9. července 1917 byl Świtalski zatčen a o čtyři dny později propuštěn ze služby v legiích. Odešel do Lvova, kde 1. září vstoupil do Polské vojenské organizace. Během polsko-ukrajinské války se stal členem Polského národního výboru, který sehrál hlavní roli v konfliktu. Poté se mu podařilo s letadlem uprchnout z obleženého Lvova do nedalekého města Przemyśl. V polovině prosince 1918 se účastnil práce Polského likvidačního výboru a Prozatímního řídícího výboru. V polské armádě nakonec dosáhl hodnosti majora.
Během květnového převratu v Polsku v roce 1926 Świtalski podpořil maršála Piłsudského. Po převratu mu bylo svěřeno několik politických funkcí. Stal se vedoucím civilního kancléřství prezidenta republiky a v letech 1926 až 1928 byl ředitelem politického odboru ministerstva vnitra. "Prováděl různé druhy procedur, které by se daly shrnout jako politické úplatkářství", vysvětlil jeho roli v prvním popřevratovém období historik Andrzej Notkowski. V červnu 1928 se stal ministrem školství a od dubna do prosince 1929 působil jako předseda vlády. V roce 1930 byl zvolen do Sejmu a mezi lety 1933 a 1935 byl jeho maršálkem. V roce 1935 byl prezidentem jmenován do Senátu, jehož se stal místopředsedou. Paralelně byl od prosince 1935 do dubna 1936 také vojvodou krakovským. Byl spolu s Walery Sławkem organizátorem Bloku nestraníků pro spolupráci s vládou, který vznikl v roce 1928. Byl jedním z lidí, kteří pracovali na textu nové ústavy, která vstoupila v platnost v dubnu 1935. V důsledku mocenského konfliktu, který se odehrál po smrti Józefa Piłsudského v roce 1935, se Świtalski ocitl na vedlejší koleji, stejně jako další blízcí maršálovi spolupracovníci – Aleksander Prystor a Walery Sławek. Přišel i o pozici krakovského vojvody, po krvavých střetech v Krakově, při nichž policie střílela do demonstrujících dělníků.
Po německé invazi v roce 1939 byl zajat a odvezen do tábora ve Woldenbergu (dnes Dobiegniew), kde strávil celou druhou světovou válku. Jeho jediné dítě, syn Jacek Świtalski, bylo zabito prvního dne varšavského povstání. V roce 1945 se vrátil do Polska. Byl zatčen komunistickým režimem v listopadu 1948. Až v roce 1954 se dočkal soudu a byl odsouzen k osmi letům vězení za „fašizaci země“. Kvůli špatnému zdravotnímu stavu byl v roce 1955 propuštěn a do vězení se již nevrátil. Zemřel ve Varšavě v roce 1962 na následky zranění způsobené jeho pádem pod tramvaj. V roce 1992 vyšel jeho deník z let 1919-1935, jeden z nejdůležitějších historických pramenů pro studium dějin druhé polské republiky.